# Sören Sieg

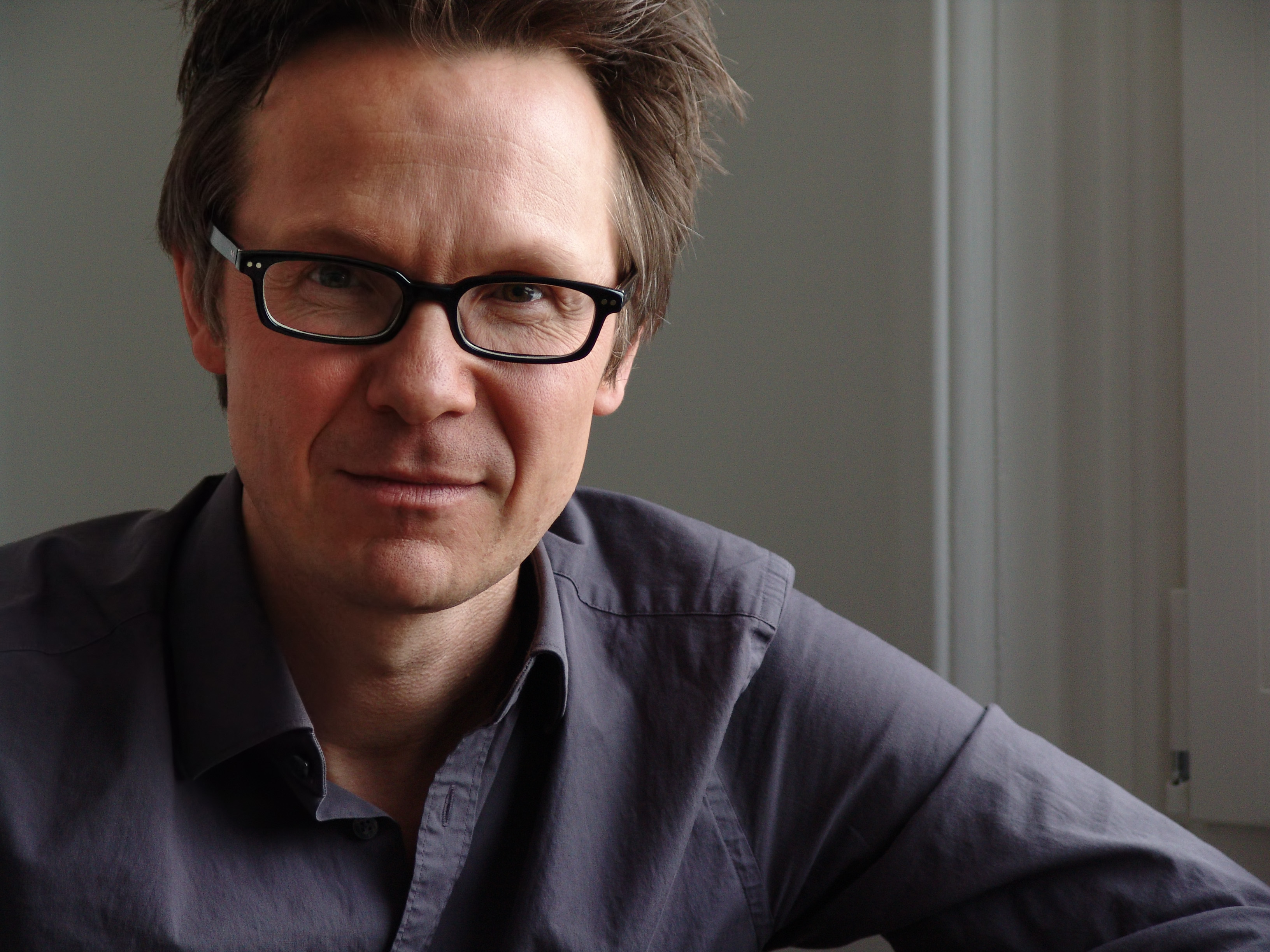
Sören Sieg (2013)

Sören Sieg (* 1. November 1966 in Elmshorn) ist ein deutscher Sänger (Tenor), Liedtexter, Komponist, Arrangeur, Satiriker, Kolumnist und Autor. Er ist Mitgründer der A-cappella-Gruppe LaLeLu, bei der er von 1994 bis 2012 als Tenor mitsang und die Auftritte moderierte. Von 2009 bis 2013 schrieb er regelmäßig eine Titelseiten-Kolumne für den in Bremen erscheinenden Kurier am Sonntag. Inzwischen ist er vor allem als freier Schriftsteller und Komponist tätig.

## Leben

### Kindheit, Schul- und Jugendzeit, Politikstudium
Sören Sieg ist ein Sohn des Lehrers, Schriftstellers und Satirikers Wolfgang Sieg (1936–2015) und stammt zudem aus einer Musikerfamilie. Seine Mutter Elisabeth Sieg, die später als Psychologische Psychotherapeutin tätig war, unterrichtete Blockflöte an der Staatlichen Jugendmusikschule in Hamburg; sein Großvater Heinrich Paff leitete ein Kammerorchester. Er wuchs zusammen mit seinen älteren Geschwistern Katrin (heute Theaterwissenschaftlerin an der Georgetown University, Washington, D.C.) und Sönke (heute Musikalischer Leiter auf einem Kreuzfahrtschiff der Hamburger Reederei TUI Cruises) in Elmshorn auf. Sören Sieg lernte früh Sprachen, kam bereits mit fünf Jahren zur Schule, übersprang als Hochbegabter eine Klasse und absolvierte als 17-Jähriger im Jahr 1984 am Elmshorner Gymnasium Elsa-Brändström-Schule sein Abitur.
Er kam früh zur Musik, lernte bereits im Vorschulalter Noten und später mehrere Musikinstrumente spielen, wie Blockflöte, Geige, Gitarre, Saxofon, Trompete und Schlagzeug. Außerdem begann Sieg früh zu schreiben, verfasste mit sechs Jahren seinen „ersten Roman“ über die Mondreise einer Familie, schrieb später für die Rote Elsa, die Schülerzeitung der Elsa-Brändström-Schule, und – nach seinem Abitur – von 1984 bis 1986 für die taz. 1983 erhielt er den zweiten Preis im Hamburger Steinway-Musikwettbewerb. 1985 begegnete Sieg in der Werkstatt für Jazz, Rock und Neue Musik in Hamburg dem holländischen Komponisten und Pianisten Ronald Poelman, der ihn zum Komponieren ermunterte und mit dem er zwei Jahre lang im Duo spielte (Poelman: Klavier, Sieg: Saxofon) und Konzerte gab. Sieg schrieb zahlreiche Stücke für diese Besetzung. 1986 gründete er zusammen mit einigen Gleichgesinnten die Desertöre, die gemeinsam den Wehrdienst total verweigerten, also auch den Wehrersatzdienst. Von 1986 bis 1991 studierte er zunächst Politik, Soziologie, Geschichte und Philosophie an den Universitäten in Hamburg und Bielefeld. Sein Studium finanzierte er sich als Klavierbegleiter und tourte mit Monty Arnold, Annette Mayer, Lilli Walzer, Joe Luga und vielen anderen durch ganz Deutschland.

### Musikstudium, Mitgründer und Kopf der A-cappella-Gruppe LaLeLu
Sieg wechselte dann zu einem Musikstudium und studierte von 1991 bis 1996 Klavier, Komposition und Schlagzeug an der Hochschule für Musik und Theater in Hamburg. Dort lernte er die Mitstudierenden Jan Melzer, Tobias Hanf und Stefanie Hoffmann kennen, mit denen er 1994 das A-cappella-Quartett LaLeLu gründete. Die vierköpfige A-cappella-Comedy-Gruppe, in der Sieg als Tenorsänger mitwirkte sowie als „Kopf der Gruppe“ bei deren Auftritten moderierte, wurde bald auch überregional bekannt und hatte zahlreiche Auftritte in Deutschland, Österreich und der Schweiz. LaLeLu gab rund 130 Konzerte im Jahr, gewann zahlreiche Preise, hatte mehrere Fernseh- und Hörfunkauftritte und veröffentlichte mehrere CDs.
Die meisten Kompositionen, Texte und Arrangements stammen von Sieg; er schrieb mittlerweile für LaLeLu insgesamt 11 Programme mit über 200 Stücken. Inzwischen wurden zu den LaLeLu-Programmen und -Stücken 5 Songbooks mit größtenteils Werken von Sieg veröffentlicht. Im Juni 2012 schied er nach insgesamt etwa 2000 Konzerten aus der A-cappella-Gruppe aus; er schreibt und arrangiert aber weiter für LaLeLu.

### Komponist, Satiriker, Kolumnist, Autor
Sieg komponierte neben seinen Arbeiten für LaLeLu zahlreiche Musik- und Chorstücke, bei denen er u. a. afrikanische Musik mit europäischen Blockflöten kombinierte. Seine afrikanischen Suiten erschienen seit 1996 bei Tonger und Moeck. Zudem schrieb er mehrere Auftragskompositionen, wie für das Amsterdam Loeki Stardust Quartet, das Blockflötenfestival Utrecht und das Ensemble Pipelife.
Darüber hinaus betätigte Sieg sich als Satiriker, Kolumnist und Autor. In seinem ersten, bislang unveröffentlichten Roman Das Milchstraßenpalais, den er während seiner Studienzeit an der Hamburger Musikhochschule verfasste, verarbeitete er Eindrücke aus seinem Musikstudium. Auszüge aus seinem zweiten und dritten unveröffentlichten Roman erschienen im Hamburger Jahrbuch für Literatur (Hamburger Ziegel bzw. später Ziegel) in den Ausgaben für 2000/2001 und 2008/2009. Von 2009 bis 2013 schrieb Sören Sieg regelmäßig eine Titelseiten-Kolumne für die Sonntagsausgabe des Bremer Weser-Kuriers, den Kurier am Sonntag, in der er unter dem Sammeltitel Schönen Sonntag von seinem „chaotischen Familienalltag“ berichtete. Die rund 200 Geschichten fanden Anklang bei den Lesern, und 2010 sowie 2012 erschien jeweils eine Sammlung von ausgewählten Kolumnen in Buchform. Außerdem veröffentlichte er 2012 einen teilweise autobiografischen Roman mit ähnlicher Thematik, sowie zusammen mit verschiedenen Koautoren zwei Bücher mit jeweils satirisch-literarischem Stoff, die 2011 und 2013 herauskamen. Siegs Bücher wurden teils zusätzlich als E-Book sowie als Hörbuch herausgegeben; zudem wurde er inzwischen zu zahlreichen Buchlesungen eingeladen.
Daneben schrieb Sieg verschiedene satirische Textbeiträge, wie u. a. für das Berliner Kabarett Die Distel, sowie gelegentlich Beiträge für die taz, die zum Beispiel im April 2012 ein von ihm geführtes Interview mit dem britischen Autoren Tom Hodgkinson (u. a. Anleitung zum Müßiggang, Rogner und Bernhard Verlag, Berlin 2005) in eine taz-Sonderausgabe aufnahm sowie auszugsweise in der normalen Printausgabe veröffentlichte.
Seit seinem Ausstieg bei LaLeLu betätigt Sieg sich verstärkt als freier Schriftsteller und Komponist.

## Rezeption
Sören Siegs Comedy-Talent als Tenorsänger und Moderator sowie auch als Texter, Komponist und Arrangeur des A-cappella-Quartetts LaLeLu charakterisierte die Badische Zeitung wie folgt:

„Sören Sieg ist eine Mischung aus Wigald Boning, Charlie Brown und Herbert Feuerstein.“

Das von Sören Sieg gemeinsam mit dem LaLeLu-Mitgründer Jan Melzer verfasste Buch Come in and burn out von 2012 wurde von Michael Lehmann-Pape in dessen Onlineportal Buch und Hörbuch Rezensionen – Rezensionsdienst (www.rezensions-seite.de) ausführlich besprochen. Lehmann-Pape bewertete das „Denglisch für Anfänger“-Buch als „amüsante, humorvolle und nicht ganz ernst gemeinte Reise durch die gegenwärtige Sprachentwicklung oder Sprachverirrungen“ und als „durchaus kurzweiliges Lesevergnügen“. Siegs Buch Superdaddy, das ebenfalls 2012 erschienen ist, wurde u. a. vom Sankt Michaelsbund rezensiert; deren Rezensent Helmer Passon stellte heraus, dass das „Geheimnis von Sören Siegs Schreibweise“ nicht die „karikaturhafte Übertreibung“ sei, sondern im Gegenteil die „genaue Beobachtung und das präzise Herausarbeiten der komischen Seiten des Alltags und die treffsichere Pointe“, und empfahl das Buch als „spannende[n] Unterhaltungsroman mit Tiefgang“, der sein „komödiantisches, aber ebenso inhaltliches Niveau“ durchgehend durchhalte.
Das Sachbuch „Ich bin eine Dame, Sie Arschloch!“, das Sören Sieg gemeinsam mit Axel Krohn verfasste und das Anfang 2013 bei Ullstein erschien, stand insgesamt 12 Wochen auf der Taschenbuch-Bestsellerliste von Spiegel Online.

## Auszeichnungen und Anerkennungen
- 1983: 2. Preis beim Steinway-Musikwettbewerb in Hamburg
- 1996: Vokalarrangementpreis der Hamburger Kulturbehörde
- 1999: Gabriel-Laub-Satiriker-Preis der Hamburger Autorenvereinigung
- 2000: Publikumspreis des Literaturjahrbuchs Hamburger Ziegel
- 2002: Thüringer Kleinkunstpreis (mit LaLeLu)
- 2007: Deutscher Limerickpreis (seit 2009 Literaturpreis Nordost)

## Werke

### Bücher
- Schönen Sonntag. Band 1: Die 88 besten Geschichten von Leo, Lina und Lukas. Bremer Tageszeitungen AG, Bremen 2010, ISBN 978-3-938795-19-4.
- Schönen Sonntag. Band 2: Das Neueste von Leo, Lina und Lukas. Bremer Tageszeitungen AG, Bremen 2012, ISBN 978-3-938795-42-2.
- mit Jan Melzer: Come in and burn out. Denglisch, der Survival-Guide (= dtv. Nr. 24872 – Premium). Deutscher Taschenbuch Verlag (dtv), München 2011, ISBN 978-3-423-24872-3. (Illustrationen: Helge Jepsen) (Rezension).
- Superdaddy. Roman. List, Berlin 2012, ISBN 978-3-471-35076-8. (Rezension).
- mit Axel Krohn: „Ich bin eine Dame, Sie Arschloch!“ Deutsche Dialoge mitgehört. Ullstein, Berlin 2013, ISBN 978-3-548-37456-7. (Spiegel Online-Bestseller)
- Geringfügig renovierungsbedürftig. Vom Wahnsinn beim Wohnungskauf. DuMont, Köln 2013, ISBN 978-3-8321-6249-8.
- mit Axel Krohn: „Ich hab dich rein optisch nicht verstanden.“ Deutsche Dialoge mitgehört. Ullstein, Berlin 2014, ISBN 978-3-548-37539-7.
- „Auch hier?“ Völlig unnütze Fragen, die Sie niemals stellen sollten, samt Antworten, die Sie niemals hören werden. Herder, Freiburg im Breisgau 2014, ISBN 978-3-451-06680-1.
- Oh, wie schön ist Afrika … Meine Couchsurfing-Abenteuer in sechs Ländern bei 18 Hosts. Goldmann Verlag, München 2022, ISBN 978-3-442-31632-8.

### Buchbeiträge
- Auszug aus dem unveröffentlichten Roman Aufzeichnungen aus dem Untergrund. In: Hamburger Ziegel Nr. 7. Jahrbuch für Literatur (= Hamburger Jahrbuch für Literatur, 2000/2001). Herausgegeben im Auftrag der Kulturbehörde Hamburg. Dölling und Galitz, Hamburg 2000, ISBN 3-933374-65-0. (mit CD-ROM)
- Auszug aus dem unveröffentlichten Roman Böse Geister. In: Ziegel. Nr. 11. Hamburger Jahrbuch für Literatur, 2008/2009. Herausgegeben im Auftrag der Kulturbehörde Hamburg. Dölling und Galitz, Hamburg 2008, ISBN 978-3-937904-73-3.

### Kompositionen
- Afrikanische Suite Nr. 1, bestehend aus:
  - Djaboué. Eine afrikanische Suite. Für drei (alternierende) Blockflöten, for three (alternating) recorders. Tonger, Köln 1998, (Partitur, Stimmen).
  - Djaboué. Afrikanische Suite Nr. 1. In: Sören Sieg: Pina ya phala. Afrikanische Suite Nr. 2. Kissing und Wildner, Hamburg/Musikwelt, Münster (Westfalen), jeweils 2001 (Interpreten: Flûtes en Bloc, Aufnahme von 1999; 1 CD mit Beiheft).
- Pina ya phala. Afrikanische Suite Nr. 2. Kissing und Wildner, Hamburg/Musikwelt, Münster (Westfalen), jeweils 2001 (Interpreten: Flûtes en Bloc, Aufnahme von 1999; 1 CD mit Beiheft).
- Mavumo ya uana. Afrikanische Suite Nr. 3. Für Blockflötenquartett. Moeck, Celle 2005, (Musikdruck; Partitur und Stimmen).
- Umlanjana. 20 afrikanische Duette im aufsteigenden Schwierigkeitsgrad für Blockflötenduo. 2014.
- Ajo Oloyin. Afrikanische Suite Nr. 6. Für acht Blockflöten (SSAATTBB). 2014.
- 16 Variationen über eine irische Jig, Für Blockflötenquintett (ATTBG). 2014 (uraufgeführt im Januar 2014 vom Ensemble Pipelife in Karlsruhe).

### Kolumne
- Titelseiten-Kolumne, die von April 2009 bis Juni 2013 regelmäßig jeweils sonntags unter dem Sammeltitel Schönen Sonntag im Kurier am Sonntag, der Sonntagsausgabe des Bremer Weser-Kuriers, veröffentlicht wurde. Insgesamt erschienen 202 Kolumnen.[14]
- Auswahl von einzelnen Kolumnenbeiträgen als Beispiele:
  - Die Kunst des Einwortsatzes. Warum mein Sohn unbedingt Regierungssprecher werden sollte – Schönen Sonntag! Kurier am Sonntag, Bremen, 16. Mai 2010, S. 1
  - Parmesan 21. Eine Bewegung rollt durch Deutschland – und ist nicht aufzuhalten: Schönen Sonntag! Kurier am Sonntag, Bremen, 21. November 2010, S. 1 (online; PDF, 382 kB).